# Логиновская (Харовский район)
Логиновская — деревня в Харовском районе Вологодской области.
Входит в состав Разинского сельского поселения (с 1 января 2006 года по 8 апреля 2009 года входила в Шевницкое сельское поселение), с точки зрения административно-территориального деления — в Шевницкий сельсовет.
Расстояние до районного центра Харовска по автодороге — 43 км, до центра муниципального образования Горы по прямой — 16 км. Ближайшие населённые пункты — Заречная, Слободка, Лекалиха.
По переписи 2002 года население — 7 человек.